# The Other Ones
The Other Ones byla americká rocková skupina. Ve skupině hrály dřívější členové skupiny Grateful Dead Bob Weir, Phil Lesh, Mickey Hart a Bill Kreutzmann, kteří byli při koncertech doplněny o několik dalších hudebníků. Skupina vydala jedno koncertní album s názvem The Strange Remain. V roce 2003 byla skupina obnovena pod názvem The Dead.